# Pressão dos pares

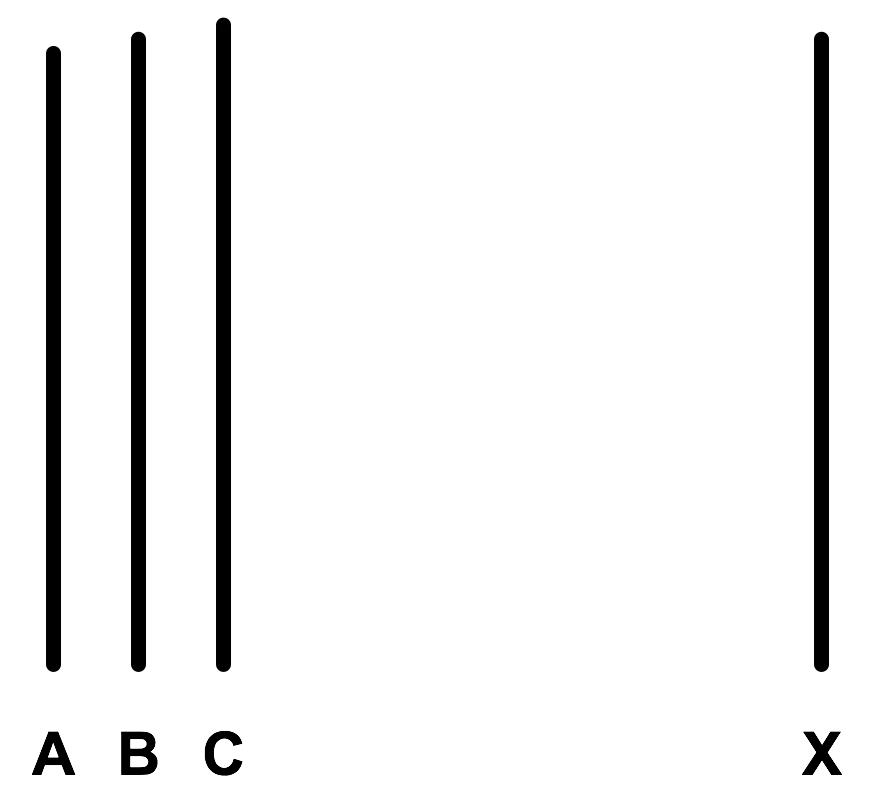
Ilustração

Pressão dos pares é a influência que grupos de pares exercem sobre os membros individualmente, por meio de exigências implícitas ou explícitas, para a conformidade das atividades, crenças, ou normas do grupo. Neste contexto, os pares são os indivíduos que têm aproximadamente a mesma idade ou nível de maturidade.

## Adolescência
Os pares tornam-se uma importante influência sobre o comportamento durante a adolescência e a pressão dos pares tem sido atribuída como característica a esta fase. A conformidade dos pares em jovens é mais pronunciada no que diz respeito ao estilo, gosto, aparência, ideologia e valores. A pressão dos pares é comumente associada a episódios de tomada de risco na adolescência (como a delinquência, o abuso de drogas, comportamentos sexuais e condução imprudente), porque essas atividades ocorrem geralmente na companhia de colegas. A associação a amigos que envolvem-se em comportamentos de risco tem-se mostrado um forte preditor do comportamento próprio de um adolescente. A pressão dos pares também pode ter efeitos positivos, quando os jovens são pressionados por seus pares em direção a um comportamento positivo, tais como programas de voluntariado para a caridade ou excelência na escola. A importância dos pares declina ao entrar na idade adulta e os adolescentes tendem a se moldar mais aos padrões dos pares do que as crianças.:310